# 조니 홀리데이
조니 홀리데이(Johnny Holiday, 1912년 10월 28일 ~ 2009년 2월 28일)는 미국의 배우, 텔레비전 배우이다.
샌프란시스코에서 태어났으며 로스앤젤레스에서 사망하였다.

## 영화
- 환상의 주부, 비바 (2007년)
- 니드 (2005년)
- 앙코르 (2005년)
- 엔트로피 (2004년) - 덕 역
- 아티튜드 (2003년)